# Gebiacantha albengai
Gebiacantha albengai is een tienpotigensoort uit de familie van de Upogebiidae. De wetenschappelijke naam van de soort is voor het eerst geldig gepubliceerd in 2005 door Ngoc-Ho.